# Полянський Юрій Іванович
Юрій Іванович Полянський (6 березня 1892, Жовтанці, нині Львівський район, Львівська область — 19 липня 1975, Буенос-Айрес, Аргентина) — український геолог, географ і археолог. Старшина УГА, перший крайовий комендант УВО.

## Життєпис

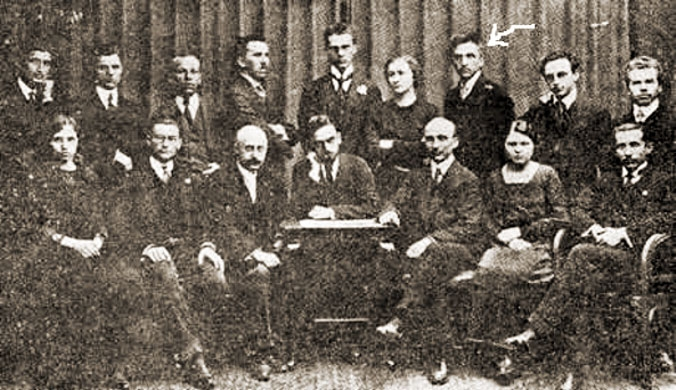
Головна Рада Студентського Союзу 1912 р. 1-й ряд від ліва: Дарія Білинська-Навроцька, Василь Косаренко-Косаревич, А. Павлусевич, Осип Когут, М. Жила, Марія Твердохліб, Євген Коновалець; 2-й ряд: Степан Індишевський, нерозпізнаний, Іван Бабій, Юрій Полянський, В. Котецький, Олена Степанів, Роман Дашкевич, Петро Дідушок, Юліян Охримович.

Народився 6 березня 1892 року в селі Жовтанці, тепер Львівського району Львівської області, у родині священика.
У 1910 закінчив навчання в гімназії міста Ярослав. Продовжив навчання на математично-природничому відділі Віденського університету, згодом перевівся на даний відділ до Львівського університету, який закінчив у 1914.

### У війську
Проходить службу в армії Австро-Угорщини у ранзі поручника артилерії.
Учасник листопадових боїв за Львів у 1918 у складі Української Галицької Армії.

### Комендант УВО
Протягом 1920–1922 рр. — член Начальної команди УВО. Обіймає посаду крайового коменданта УВО.

### Наукова діяльність
Протягом 1920–1930 рр. учитель географії Академічної гімназії у Львові, викладач таємного українського університету. З 1931 по 1939 — викладач антропології Львівської богословської академії.
Від вересня по грудень 1939 року — заступник завідувача відділу освіти міста Львова. Від грудня 1939 року — керівник кафедри та професор географії Львівського державного університету імені Івана Франка. Від січня 1940 року — помічник ректора Львівського державного університету імені Івана Франка, науковий секретар університетської Вченої ради, а також декан географічного факультету Львівського університету.
Наукові зацікавлення професора Ю. Полянського в галузі географії відображає вербальна мова його наукових творів, концептуальний і лінґвістичний вимір якої висвітлено у статті М. Влах.

### Бургомістр Львова
Полянський ставився до поляків приязно під час радянської і нацистської окупацій. У червні — вересні 1941 року — голова тимчасового правління міста Львова, бургомістр. З вересня 1941 р. і до кінця німецької окупації працював директором львівського Природознавчого музею. Намагався підтримати польську та єврейську професуру в умовах окупації, підписи Полянського стоять під довідками, офіційними листами й різними зверненнями, зокрема на підтримку М. Гольдштейна і його колекції.

### На еміграції
Улітку 1944 р. виїхав до Австрії. Після Другої Світової війни проживав на еміграції в Австрії та Німеччині. До 1947 р. — професор Українського Вільного Університету у м. Мюнхен, а з 1947 р. — в Аргентині.
Працював в Аргентині як геолог, виконуючи різні дослідження для Державного геологічного інституту. З 1958 по 1967 — професор Університету Буенос-Айреса. В Аргентині опублікував 31 працю, переважно іспанською мовою. Деякі його праці Університет використовував як підручники.

### Місце поховання

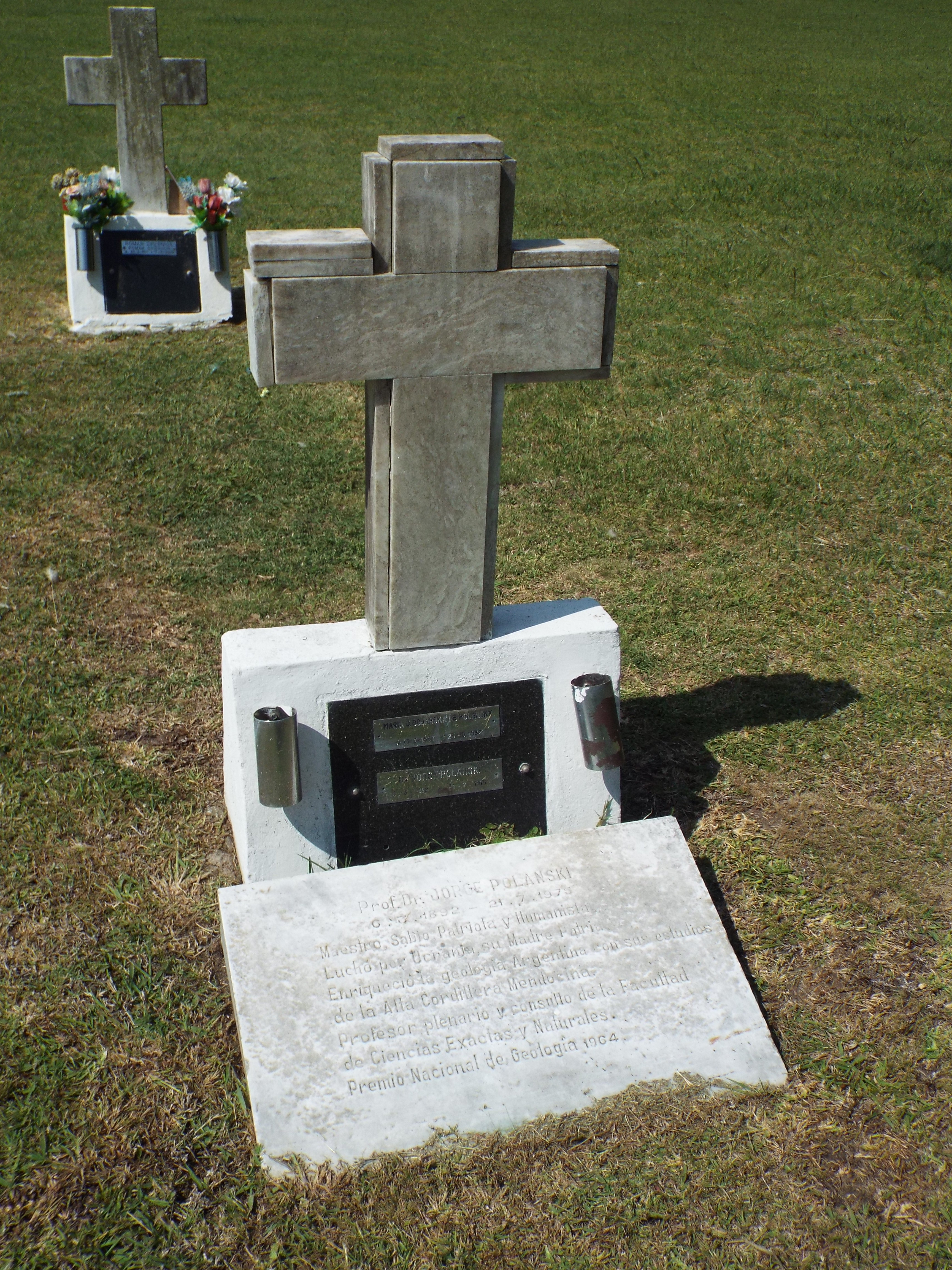
Могила Юрія Полянського на цвинтарі в Монте-Гранде. Фото 2020 р.

Похований на цвинтарі Монте-Гранде (Великий Буенос-Айрес, Аргентина) в першій групі поховань (34°51.7630’ S, 58°28.7160’ W).